# 굿 닥터 (희곡)
＜굿 닥터＞(The Good Doctor)는 닐 사이먼이 안톤 체호프에 대한 존경을 담아 그의 가장 유명한 단편들 중 일부를 유머러스하게 각색한 옴니버스극이다. 1973년 초연되었다. 복잡한 인간관계의 본질, 일상에서 마주하게 되는 다양한 감정과 경험을 코믹하게 탐구하고 있다.

## 내용
닐 사이먼의 ＜굿 닥터＞는 짤막한 단막 희곡들로 구성된 옴니버스극이다. 러시아 극작가 안톤 체호프의 작품들을 패러디하고 있는데, 체호프로 짐작되는 작가가 등장해 에피소드마다 짤막한 논평을 덧붙이며 각 편을 아우른다. ＜재채기＞는 체호프의 ＜정부서기의 죽음＞을 토대로 했다. 정부 서기가 오페라 극장에서 실수로 장군에게 재채기를 한 뒤 과도하게 사과하고 급기야 신경쇠약에 걸린다. ＜가정교사＞에서는 한 부인이 가정교사를 속여 이런저런 명목으로 지불해야 할 보수를 깎으려 한다. 그런데도 가정교사가 고맙다고 하자 이 모든 억지를 그대로 받아들여선 안 된다고 충고하며 제대로 된 보수를 지급한다. ＜치과 의사＞는 치과를 방문한 사제와 열정 가득한 치과 진료소 조수 이야기다. 조수의 끓어오르는 직업적 열정에 사제는 점점 사색이 되어 간다. ＜늦은 행복＞에서는 노령의 남녀가 노래 부르며 서로를 위해 시간을 낼 방법에 대해 고민한다. ＜겁탈＞에서는 유부녀 킬러로 유명한 주인공이 가장 친한 친구의 아내를 유혹한다. 친구는 자신도 모르는 사이 이 계략의 공범이 되어 주인공이 아내를 유혹하도록 돕는다. ＜물에 빠진 사나이＞는 물에 빠진 척해 돈을 버는 건달 이야기다. ＜오디션＞은 오디션을 위해 오데사에서 모스크바까지 나흘을 걸어온 한 배우의 이야기다. 오디션 내내 심드렁하던 작가 앞에서 배우가 명연기를 펼치며 분위기를 반전시킨다. ＜의지할 곳 없는 신세＞에서는 한 여성이 부상당해 직장을 잃은 남편 때문에 생계가 막혔다며 은행에 돈을 내놓으라고 떼쓴다. 그녀의 집요함에 은행원은 결국 굴복하고 만다. ＜생일 선물＞은 숫기 없는 아들을 생일날 성매매 업소에 데려간 아버지 이야기다. 하지만 이내 아들을 위해 아버지가 해 줘야 할 일이 무엇인지 깨닫는다.
1973년 11월 브로드웨이 유진 오닐 극장에서 초연되었다. 이매뉴얼 아젠버그(Emanuel Azenberg)가 제작하고 앤툰(A. J. Antoon)이 연출한 이 공연은 이듬해 토니 어워즈에서 최고 여자 배우상을 수상했다.